# 第68回神奈川県吹奏楽コンクール
第68回神奈川県吹奏楽コンクール（だい68かいかながわけんすいそうがくコンクール）は、2019年7月25日に 相模女子大学グリーンホール、8月6日・7日によこすか芸術劇場、8月8日・9日に神奈川県民ホール、8月10日・11日に川崎市スポーツ・文化総合センターで行われる吹奏楽コンクールである。本大会は、第25回東関東吹奏楽コンクールの予選大会である。

## 出場校

### 小学校
| 支部   | 団体                   | 昨年度の成績 |
| ------ | ---------------------- | ------------ |
| 横浜   | 横浜市立六つ川西小学校 | 県大会：金   |
| 横浜   | 横浜市立上末吉小学校   | 県大会：金   |
| 横浜   | 横浜市立立野小学校     | 県大会：銀   |
| 横浜   | 横浜市立下野谷小学校   | 県大会：銀   |
| 相模原 | 相模原市立上溝小学校   | 県大会：銀   |
| 相模原 | 相模原市立共和小学校   | 東関東：銅   |
| 相模原 | 相模原市立谷口台小学校 | 東関東：金   |
| 川崎   | 川崎市立千代ヶ丘小学校 | 県大会：金   |
| 川崎   | 川崎市立南野川小学校   | 東関東：銅   |

### 中学校A
| 支部   | 団体                                   | 昨年度の成績             |
| ------ | -------------------------------------- | ------------------------ |
| 横浜   | 横浜市立本郷中学校                     | 東関東：銀               |
| 横浜   | 横浜市立田奈中学校                     | 県大会：金               |
| 横浜   | 横浜市立緑が丘中学校                   | 地区大会：銀             |
| 横浜   | 横浜市立万騎が原中学校                 | 地区大会：銀             |
| 横浜   | 横浜市立上の宮中学校                   | 県大会：金 （中学校B）   |
| 横浜   | 横浜市立新田中学校                     | 県大会：銀               |
| 横浜   | 横浜市立荏田南中学校                   | 地区大会：銀             |
| 横浜   | 横浜市立境木中学校                     | 東関東：金               |
| 横浜   | 横浜市立丸山台中学校                   | 県大会：金               |
| 横浜   | 横浜市立岩崎中学校                     | 地区大会：銀             |
| 横浜   | 横浜市立六角橋中学校                   | 県大会：銀               |
| 横浜   | 横浜市立大綱中学校                     | 東関東：銅               |
| 横浜   | 横浜市立十日市場中学校                 | 県大会：銀               |
| 横浜   | 横浜市立中川中学校                     | 地区大会：銀             |
| 横浜   | 横浜市立浜中学校                       | 県大会：銀               |
| 横浜   | 横浜市立樽町中学校                     | 地区大会：銀             |
| 横浜   | 横浜市立末吉中学校                     | 東関東：銀               |
| 横浜   | 横浜市立中山中学校                     | 東関東：銀               |
| 横浜   | 横浜市立茅ケ崎中学校                   | 県大会：銀               |
| 横浜   | 横浜市立東山田中学校                   | 地区大会：金             |
| 川崎   | 川崎市立東橘中学校                     | 地区大会：金             |
| 川崎   | 川崎市立野川中学校                     | 東関東：銅               |
| 川崎   | 川崎市立御幸中学校                     | 地区大会：銀             |
| 川崎   | 川崎市立稲田中学校                     | 県大会：銀               |
| 川崎   | 川崎市立宮前平中学校                   | 県大会：銅               |
| 川崎   | 川崎市立橘中学校                       | 地区大会：銀             |
| 湘南   | 茅ヶ崎市立第一中学校                   | 地区大会：銀             |
| 湘南   | 藤沢市立六会中学校                     | 県大会：銀               |
| 湘南   | 藤沢市立大庭中学校                     | 県大会：銀               |
| 湘南   | 茅ヶ崎市立梅田中学校                   | 地区大会：金             |
| 湘南   | 藤沢市立藤ヶ岡中学校                   | 県大会：銀               |
| 湘南   | 茅ヶ崎市立円蔵中学校                   | 県大会：銅               |
| 西湘   | 湯河原町立湯河原中学校                 | 県大会：銅               |
| 西湘   | 神奈川県立平塚中等教育学校（前期課程） | 県大会：銀               |
| 西湘   | 秦野市立渋沢中学校                     | 地区大会：金 （中学校B） |
| 西湘   | 開成町立文命中学校                     | 県大会：銀               |
| 西湘   | 大磯町立国府中学校                     | 地区大会：金 （中学校B） |
| 県央   | 座間市立東中学校                       | 県大会：銀               |
| 県央   | 厚木市立厚木中学校                     | 県大会：銀               |
| 県央   | 大和市立南林間中学校                   | 地区大会：銅             |
| 県央   | 海老名市立海老名中学校                 | 県大会：金               |
| 相模原 | 相模原市立共和中学校                   | 地区大会：銀             |
| 相模原 | 相模原市立谷口中学校                   | 県大会：銀               |
| 県南   | 横須賀市立大津中学校                   | 東関東：銅               |
| 県南   | 横須賀市立浦賀中学校                   | 地区大会：金             |

### 中学校B
| 支部   | 団体                           | 昨年度の成績              |
| ------ | ------------------------------ | ------------------------- |
| 横浜   | 横浜市立日限山中学校           | 東関東 : 銀               |
| 横浜   | 横浜市立富岡東中学校           | 地区大会 : 金             |
| 横浜   | 横浜市立錦台中学校             | 地区大会 : 銀             |
| 横浜   | 横浜市立鶴ヶ嶺中学校           | 地区大会 : 銀 （中学校A） |
| 横浜   | 横浜市立平戸中学校             | 県大会 : 銀               |
| 横浜   | 横浜市立南希望が丘中学校       | 地区大会 : 金             |
| 横浜   | 横浜市立旭中学校               | 地区大会 : 金             |
| 横浜   | 横浜市立洋光台第一中学校       | 地区大会 : 銅             |
| 横浜   | 横浜市立義務教育学校霧が丘学園 | 地区大会 : 金             |
| 横浜   | 横浜市立名瀬中学校             | 県大会 : 銀               |
| 横浜   | 横浜市立六ッ川中学校           | 県大会 : 金               |
| 川崎   | 川崎市立宮内中学校             | 県大会 : 銅               |
| 川崎   | 川崎市立麻生中学校             | 地区大会 : 金             |
| 川崎   | 川崎市立高津中学校             | 地区大会 : 金             |
| 川崎   | 川崎市立玉川中学校             | 県大会 : 銀               |
| 川崎   | 川崎市立東高津中学校           | 東関東 : 銀               |
| 相模原 | 相模原市立大野南中学校         | 東関東 : 銀               |
| 相模原 | 相模原市立麻溝台中学校         | 地区大会 :銀              |
| 相模原 | 相模原市立上溝中学校           | 地区大会 : 銀             |
| 相模原 | 東海大学付属相模高等学校中等部 | 県大会 : 銅               |
| 県央   | 厚木市立藤塚中学校             | 地区大会：金              |
| 県央   | 座間市立栗原中学校             | 県大会：銀                |
| 県央   | 厚木市立睦合中学校             | 県大会：銅                |
| 県央   | 厚木市立依知中学校             | 県大会：銀                |
| 湘南   | 茅ヶ崎市立松林中学校           | 地区大会 : 銅             |
| 湘南   | 茅ヶ崎市立西浜中学校           | 東関東 : 銀               |
| 県南   | 鎌倉市立腰越中学校             | 東関東 : 銀               |
| 県南   | 三浦市立初声中学校             | 県大会 : 銀               |
| 県南   | 葉山町立南郷中学校             | 地区大会 : 銅             |
| 県南   | 横須賀市立大楠中学校           | 地区大会 : 銀             |
| 西湘   | 伊勢原市立中沢中学校           | 地区大会 : 金             |
| 西湘   | 大磯町立大磯中学校             | 県大会 : 銀               |
| 西湘   | 小田原市立白山中学校           | 地区大会 : 銀             |
| 西湘   | 伊勢原市立成瀬中学校           | 県大会 : 銅               |
| 西湘   | 二宮町立二宮中学校             | 地区大会 : 銀             |

### 高等学校A
| 支部   | 団体                                   | 昨年度の成績             |
| ------ | -------------------------------------- | ------------------------ |
| 横浜   | 神奈川県立横浜緑ケ丘高等学校           | 東関東：銅               |
| 横浜   | 横浜市立桜丘高等学校                   | 県大会：銀               |
| 横浜   | 横浜市立戸塚高等学校                   | 東関東：金               |
| 横浜   | 桐蔭学園高等学校                       | 東関東：金 （高等学校B） |
| 横浜   | 神奈川県立港北高等学校                 | 県大会：銀               |
| 横浜   | 横浜創英中学・高等学校                 | 東関東：金               |
| 横浜   | 横浜隼人高等学校                       | 東関東：銀               |
| 横浜   | 神奈川県立荏田高等学校                 | 県大会：銀               |
| 横浜   | 神奈川県立川和高等学校                 | 県大会：銀               |
| 横浜   | 山手学院高等学校                       | 地区大会：銅             |
| 横浜   | 横浜創学館高等学校                     | 県大会：銀               |
| 川崎   | 川崎市立橘高等学校                     | 東関東：銀               |
| 川崎   | 神奈川県立川崎北高等学校               | 県大会：銀               |
| 川崎   | 法政大学第二高等学校                   | 県大会：銀               |
| 川崎   | 神奈川県立生田高等学校                 | 地区大会：銀             |
| 相模原 | 東海大学付属相模高等学校               | 東関東：金               |
| 相模原 | 神奈川県立弥栄高等学校                 | 県大会：銅               |
| 相模原 | 神奈川県立相模原高等学校               | 東関東：銀               |
| 県南   | 神奈川県立追浜高等学校                 | 県大会：銅               |
| 県南   | 三浦学苑高等学校                       | 東関東：銀               |
| 西湘   | 神奈川県立平塚中等教育学校（後期課程） | 県大会：銀               |
| 西湘   | 向上高等学校                           | 県大会：銀               |
| 県央   | 神奈川県立座間高等学校                 | 県大会：銅               |
| 湘南   | 神奈川県立湘南高等学校                 | 県大会：銀               |

### 高等学校B
| 支部   | 団体                         | 昨年度の成績               |
| ------ | ---------------------------- | -------------------------- |
| 横浜   | 神奈川県立舞岡高等学校       | 県大会：銀                 |
| 横浜   | 神奈川県立希望ヶ丘高等学校   | 県大会：銀                 |
| 横浜   | 横浜市立横浜商業高等学校     | 県大会：銅 （高等学校A）   |
| 横浜   | 神奈川県立鶴見高等学校       | 地区大会：銀               |
| 横浜   | 横浜市立東高等学校           | 東関東：銀                 |
| 横浜   | 横浜市立みなと総合高等学校   | 県大会：銅                 |
| 横浜   | 神奈川県立神奈川総合高等学校 | 東関東：銀                 |
| 横浜   | 関東学院六浦高等学校         | 県大会：銀                 |
| 横浜   | 神奈川県立元石川高等学校     | 地区大会：銀 （高等学校A） |
| 横浜   | 横浜市立南高等学校           | 県大会：銅                 |
| 横浜   | サレジオ学院中学校・高等学校 | 県大会：銀                 |
| 横浜   | 神奈川朝鮮中高級学校         | 地区大会：銀               |
| 西湘   | 神奈川県立小田原高等学校     | 東関東：銅                 |
| 西湘   | 神奈川県立西湘高等学校       | 東関東：銀                 |
| 西湘   | 相洋高等学校                 | 県大会：銀                 |
| 西湘   | 神奈川県立大磯高等学校       | 地区大会：銀 （高等学校A） |
| 西湘   | 神奈川県立平塚江南高等学校   | 地区大会：銀               |
| 県央   | 神奈川県立厚木西高等学校     | 県大会：銅                 |
| 県央   | 神奈川県立厚木東高等学校     | 県大会：銀                 |
| 県央   | 聖セシリア女子高等学校       | 地区大会：金               |
| 県央   | 神奈川県立厚木高等学校       | 東関東：金                 |
| 川崎   | 川崎市立川崎総合科学高等学校 | 東関東：銀                 |
| 川崎   | 神奈川県立多摩高等学校       | 県大会：銅                 |
| 川崎   | 大西学園中高等学校           | 東関東：金                 |
| 相模原 | 神奈川県立橋本高等学校       | 地区大会：銀               |
| 相模原 | 相模女子大学高等部           | 東日本：金                 |
| 相模原 | 神奈川県立相模田名高等学校   | 県大会：銀                 |
| 県南   | 湘南学院高等学校             | 地区大会：金               |
| 県南   | 神奈川県立七里ガ浜高等学校   | 地区大会：金               |
| 県南   | 神奈川県立大船高等学校       | 東関東：銀                 |
| 湘南   | 神奈川県立藤沢西高等学校     | 地区大会：銀 （高等学校A） |
| 湘南   | アレセイア湘南中学高等学校   | 地区大会：銀               |
| 湘南   | 日本大学藤沢高等学校・中学校 | 不参加                     |

### 大学
| 支部   | 団体                         | 昨年度の成績 |
| ------ | ---------------------------- | ------------ |
| 横浜   | 神奈川大学吹奏楽部           | 全国：金     |
| 湘南   | 文教大学湘南校舎吹奏楽部     | 県大会：銅   |
| 相模原 | 北里大学北里会文化会吹奏楽団 | 東関東：銅   |
| 川崎   | 明治大学生田校舎吹奏楽団     | 県大会：銀   |

### 職場一般
| 団体                             | 昨年度の成績 |
| -------------------------------- | ------------ |
| 横浜ブラスオルケスター           | 全国：金     |
| Oak Wind Symphony                | 県大会：銀   |
| 相模原市民吹奏楽団               | 全国：金     |
| 横浜港北区民吹奏楽団             | 県大会：銅   |
| グラールウインドオーケストラ     | 東関東：金   |
| Banda Sinfonica Legame           | 不参加       |
| 鶴見高校ＯＢ吹奏楽団             | 不参加       |
| 厚木シビックウインドシンフォニー | 東関東：銀   |
| Ｙ校吹奏楽部ＯＢバンド           | 県大会：銅   |
| Pastorale Symphonic Band         | 東関東：金   |
| ウインドオーケストラ音秘         | 県大会：銀   |
| 大磯ウィンドアンサンブル         | 県大会：銀   |
| ヴェントムジカオルケストラ       | 県大会：銀   |
| ブラスバードウインズ             | 不参加       |
| 青陵ウインドオーケストラ         | 県大会：銀   |
| 湘南交響吹奏楽団グランドシップ   | 県大会：銀   |
| 横浜市民吹奏楽団                 | 県大会：銀   |
| ユース・ウインド・オーケストラ   | 東関東：金   |

## 出演順

### 高等学校A
| 順 | 賞      | 支部   | 団体                                   | 課題曲 | 自由曲 （作曲者／編曲者）                                                | 指揮者   |
| -- | ------- | ------ | -------------------------------------- | ------ | ------------------------------------------------------------------------ | -------- |
| 1  | 銅      | 県南   | 神奈川県立追浜高等学校                 | Ⅴ      | 宇宙の音楽 （P.スパーク）                                                | 堀内昌之 |
| 2  | 銀      | 西湘   | 神奈川県立平塚中等教育学校（後期課程） | Ⅲ      | プラハのための音楽1968 より I.Ⅲ.Ⅳ （K.フサ）                             | 吉田直樹 |
| 3  | 銅      | 横浜   | 神奈川県立荏田高等学校                 | II     | 交響曲第3番 より I.Ⅲ.Ⅳ （J.バーンズ）                                    | 中山達也 |
| 4  | 金 代表 | 横浜   | 横浜隼人高等学校                       | I      | カプレーティとモンテッキ 〜ロメオとジュリエットその愛と死〜 （天野正道） | 山口卓郎 |
| 5  | 金 代表 | 相模原 | 東海大学付属相模高等学校               | Ⅲ      | バレエ音楽「ガヤネ」 （A.ハチャトゥリアン）                              | 矢島周司 |
| 6  | 銅      | 川崎   | 神奈川県立生田高等学校                 | Ⅲ      | ミュージカル「レ・ミゼラブル」より （C.M.シェーンベルク／森田一浩）      | 井上明彦 |
| 7  | 銅      | 横浜   | 山手学院高等学校                       | Ⅳ      | 歌劇「トゥーランドット」より （G.プッチーニ／後藤洋）                    | 飯吉高   |
| 8  | 銀      | 西湘   | 向上高等学校                           | I      | 交響的狂詩曲 （福島弘和）                                                | 武田俊彦 |
| 9  | 銅      | 横浜   | 横浜創学館高等学校                     | Ⅳ      | 吹奏楽のための協奏曲 （高昌帥）                                          | 景山孝昭 |
| 10 | 金 代表 | 横浜   | 横浜創英中学・高等学校                 | I      | バレエ音楽「ダフニスとクロエ」第2組曲 より （M.ラヴェル／高木登古）      | 常光誠治 |
| 10 | 朝日賞  | 横浜   | 横浜創英中学・高等学校                 | I      | バレエ音楽「ダフニスとクロエ」第2組曲 より （M.ラヴェル／高木登古）      | 常光誠治 |
| 11 | 銀      | 横浜   | 神奈川県立川和高等学校                 | Ⅲ      | トッカータとフーガ ニ短調 BWV565 （J.S.バッハ／森田一浩）                | 岩田晴之 |
| 12 | 銀      | 横浜   | 桐蔭学園高等学校                       | Ⅴ      | 歌劇「アンドレア・シェニエ」より （U.ジョルダーノ／宍倉晃）              | 小野寺真 |
| 13 | 金 代表 | 県南   | 三浦学苑高等学校                       | Ⅲ      | 交響曲「モンタージュ」 （P.グレイアム）                                  | 畠山崇   |
| 14 | 金 代表 | 横浜   | 横浜市立戸塚高等学校                   | Ⅴ      | 昂揚の漣 （長生淳）                                                      | 高橋典秀 |
| 15 | 金 代表 | 相模原 | 神奈川県立弥栄高等学校                 | Ⅲ      | ブリュッセル・レクイエム （B.アッペルモント）                            | 柏木葉二 |
| 16 | 銅      | 川崎   | 神奈川県立川崎北高等学校               | Ⅲ      | シンフォニエッタ第3番「響きの森」 （福島弘和）                           | 秋裕一郎 |
| 17 | 金 代表 | 川崎   | 川崎市立橘高等学校                     | Ⅴ      | 暗黒の一千年代 （J.シュワントナー）                                      | 高田亮   |
| 18 | 銀      | 横浜   | 神奈川県立横浜緑ケ丘高等学校           | Ⅳ      | 久堅の幹 （長生淳）                                                      | 山口一郎 |
| 19 | 銀      | 湘南   | 神奈川県立湘南高等学校                 | Ⅲ      | 交響曲第2番「江戸の情景」より （F.チェザリーニ）                         | 壽山忠身 |
| 20 | 金 代表 | 相模原 | 神奈川県立相模原高等学校               | Ⅴ      | ブリュッセル・レクイエム （B.アッペルモント）                            | 安西雄紀 |
| 21 | 銅      | 横浜   | 神奈川県立港北高等学校                 | Ⅴ      | セルゲイ・モンタージュ （鈴木英史）                                      | 原口正一 |
| 22 | 銀      | 横浜   | 横浜市立桜丘高等学校                   | I      | 富士山 -北斎の版画に触発されて- （真島俊夫）                             | 椛澤風太 |
| 23 | 銀      | 川崎   | 法政大学第二高等学校                   | I      | 交響曲第3番 より Ⅲ.Ⅳ （J.バーンズ）                                      | 黒田学   |
| 24 | 銅      | 県央   | 神奈川県立座間高等学校                 | Ⅴ      | パガニーニの主題による狂詩曲 （S.ラフマニノフ／森田一浩）                | 植竹秀文 |

### 高等学校B
| 順 | 賞      | 支部   | 団体                         | 曲目 （作曲者／編曲者）                                                       | 指揮者     |
| -- | ------- | ------ | ---------------------------- | ----------------------------------------------------------------------------- | ---------- |
| 1  | 銅      | 横浜   | 横浜市立みなと総合高等学校   | 「ノートルダムの鐘」より （A.メンケン／森田一浩）                             | 須田奏大   |
| 2  | 銀      | 相模原 | 神奈川県立橋本高等学校       | 聖（セント）エルモの火 〜ウインドオーケストラのために〜 （片岡寛晶）          | 志村拓弥   |
| 3  | 金 代表 | 横浜   | 神奈川県立希望ヶ丘高等学校   | エンジェル・イン・ザ・ダーク （田村修平）                                     | 山本愛実   |
| 4  | 銀      | 横浜   | 関東学院六浦高等学校         | 「ひまわり、15本」 〜ヴィンセント・ヴァン・ゴッホに寄せて〜 （八木澤教司）    | 深野基     |
| 5  | 銅      | 県央   | 聖セシリア女子高等学校       | メトセラII 打楽器と吹奏楽のために （田中賢）                                  | 坪井伸親   |
| 6  | 銀      | 湘南   | 神奈川県立藤沢西高等学校     | ワン！ （樽屋雅徳）                                                           | 丸山透     |
| 7  | 金 代表 | 横浜   | 横浜市立東高等学校           | セルゲイ・モンタージュ （鈴木英史）                                           | 小澤哲朗   |
| 8  | 銅      | 川崎   | 神奈川県立多摩高等学校       | 交響的断章 （V.ネリベル）                                                     | 磯部洸平   |
| 9  | 銅      | 横浜   | 神奈川県立鶴見高等学校       | いつもの風 巡り合う空 （福島弘和）                                            | 北田啓一郎 |
| 10 | 金      | 県央   | 神奈川県立厚木西高等学校     | 天之御中主神 〜吹奏楽のための神話〜 （片岡寛晶）                              | 和田薫     |
| 11 | 銅      | 横浜   | サレジオ学院中学校・高等学校 | バレエ音楽「ガイーヌ」より （A.ハチャトゥリアン／林紀人）                     | 江刺宏恭   |
| 12 | 金 代表 | 川崎   | 大西学園中高等学校           | 天満月の夜に浮かぶオイサの恋 （樽屋雅徳）                                     | 吉川勇児   |
| 13 | 銅      | 横浜   | 横浜市立南高等学校           | ３つのジャポニスム より II.I.Ⅲ （真島俊夫）                                   | 小川祐尭   |
| 14 | 銀      | 県南   | 湘南学院高等学校             | 梁塵秘抄 〜熊野古道の幻想〜 （福島弘和）                                      | 江山聖彦   |
| 15 | 銅      | 湘南   | アレセイア湘南中学校高等学校 | 心は清流にせせらぐ （福島弘和）                                               | 小倉萌     |
| 16 | 金 代表 | 湘南   | 日本藤沢高等学校・藤沢中学校 | 斐伊川に流るるクシナダ姫の涙 （樽屋雅徳）                                     | 古田夕真   |
| 17 | 銀      | 横浜   | 神奈川県立舞岡高等学校       | 喜歌劇「モスクワのチェリョムーシカ」より （D.ショスタコーヴィッチ／鈴木英史） | 髙橋勇太郎 |
| 18 | 金 代表 | 西湘   | 神奈川県立小田原高等学校     | バレエ音楽「中国の不思議な役人」 （B.バルトーク／加養浩幸）                   | 桑田和典   |
| 19 | 金 代表 | 相模原 | 神奈川県立相模田名高等学校   | 蒼海の覇道 （田村修平）                                                       | 家徳直樹   |
| 20 | 金 代表 | 県央   | 神奈川県立厚木高等学校       | ブリュッセル・レクイエム （B.アッペルモント）                                 | 真壁宗太郎 |
| 21 | 金 代表 | 横浜   | 横浜市立横浜商業高等学校     | 蒼海の覇道 （田村修平）                                                       | 田澤真一   |
| 22 | 銅      | 西湘   | 神奈川県立平塚江南高等学校   | 沢地萃 （天野正道）                                                           | 小坂宏之   |
| 23 | 金 代表 | 西湘   | 相洋高等学校                 | 管弦楽と打楽器のための交響曲第2番 I.II.Ⅲ （J.B.チャンス）                     | 井上哲     |
| 23 | 朝日賞  | 西湘   | 相洋高等学校                 | 管弦楽と打楽器のための交響曲第2番 I.II.Ⅲ （J.B.チャンス）                     | 井上哲     |
| 24 | 銅      | 川崎   | 川崎市立川崎総合科学高等学校 | バックステージ・パス （B.パルメイジス）                                       | 村中秀立   |
| 25 | 銀      | 西湘   | 神奈川県立西湘高等学校       | ちはやふる （樽屋雅徳）                                                       | 岩下光樹   |
| 26 | 金 代表 | 西湘   | 神奈川県立大磯高等学校       | ア・ウィークエンド・イン・ニューヨーク （P.スパーク）                         | 田尻政義   |
| 27 | 銀      | 県南   | 神奈川県立七里ガ浜高等学校   | 沢地萃 （天野正道）                                                           | 石井弘樹   |
| 28 | 金 代表 | 横浜   | 神奈川県立元石川高等学校     | 吹奏楽のための第5組曲 より I.II.Ⅳ （A.リード）                                | 坪地陸     |
| 29 | 銅      | 横浜   | 神奈川朝鮮中高級学校         | 黒龍 〜希望をつなぐもの〜 （金殷真）                                          | 金殷真     |
| 30 | 銀      | 県南   | 神奈川県立大船高等学校       | フィアナの騎士 （広瀬勇人）                                                   | 佐藤毅史   |
| 31 | 銀      | 横浜   | 神奈川県立神奈川総合高等学校 | 舞踏組曲 より II.Ⅴ.フィナーレ （B.バルトーク／前田卓）                        | 中川耕作   |
| 32 | 銀      | 県央   | 神奈川県立厚木東高等学校     | 太平の時を歌わん 〜三国志・曹操を描いた理想郷〜 （鹿野草平）                  | 中尾賢人   |
| 33 | 金 代表 | 相模原 | 相模女子大学高等部           | 交響組曲「ピノキオ」より II.Ⅲ.Ⅳ （F.フェラン）                                | 関井うらら |

### 大学
| 順 | 賞      | 支部   | 団体                         | 課題曲 | 自由曲 （作曲者／編曲者）                                           |
| -- | ------- | ------ | ---------------------------- | ------ | ------------------------------------------------------------------- |
| 1  | 金 代表 | 横浜   | 神奈川大学吹奏楽部           | Ⅴ      | 「交響三章」より 第3楽章 （三善晃／小澤俊朗）                       |
| 2  | 銀      | 湘南   | 文教大学湘南校舎吹奏楽部     | Ⅲ      | November, 19 Revised Edition （樽屋雅徳）                           |
| 3  | 金 代表 | 相模原 | 北里大学北里会文化会吹奏楽団 | I      | 森の贈り物 （酒井格）                                               |
| 4  | 銀      | 川崎   | 明治大学生田校舎吹奏楽団     | I      | ミュージカル「レ・ミゼラブル」より （C.M.シェーンベルク／森田一浩） |

### 職場一般
| 順 | 賞      | 団体                             | 課題曲 | 自由曲 （作曲者／編曲者）                                     | 指揮者     |
| -- | ------- | -------------------------------- | ------ | ------------------------------------------------------------- | ---------- |
| 1  | 金 代表 | 横浜ブラスオルケスター           | Ⅲ      | 管弦楽のための舞踏詩「ラ・ヴァルス」 （M.ラヴェル／天野正道） | 近藤久敦   |
| 2  | 金      | Oak Wind Symphony                | I      | 富士山－北斎の版画に触発されて－ （真島俊夫）                 | 榮村正吾   |
| 3  | 金 代表 | 相模原市民吹奏楽団               | Ⅴ      | 天地の道 ～Ode for Sego～ （福島弘和）                        | 福本信太郎 |
| 4  | 銀      | 横浜港北区民吹奏楽団             | Ⅳ      | プレリューディオ・エスプレッシーヴァ （天野正道）             | 西井智美   |
| 5  | 金 代表 | グラールウインドオーケストラ     | Ⅲ      | ボレアス～北風の神の神話 （福島弘和）                         | 佐川聖二   |
| 6  | 銅      | Banda Sinfonica Legame           | Ⅲ      | 大阪俗謡による幻想曲 （大栗裕）                               | 高橋充     |
| 7  | 銅      | 鶴見高校ＯＢ吹奏楽団             | Ⅳ      | 「フェニックス」～時を超える不死鳥の舞い （八木澤教司）       | 久保寺淳   |
| 8  | 金 代表 | 厚木シビックウインドシンフォニー | I      | ラッキードラゴン～第五福竜丸の記憶 （福島弘和）               | 萩原通友   |
| 9  | 銀      | Ｙ校吹奏楽部ＯＢバンド           | Ⅲ      | 百年祭 （福島弘和）                                           | 足立昭夫   |
| 10 | 金 代表 | Pastorale Symphonic Band         | Ⅴ      | 吹奏楽のための風景詩「陽が昇るとき」より （高昌帥）           | 津堅直弘   |
| 11 | 金 代表 | ウインドオーケストラ音秘         | Ⅲ      | 交響的断章 （V.ネリベル）                                     | 曽根勘九郎 |
| 12 | 銀      | 大磯ウィンドアンサンブル         | I      | 交響曲第3番 より Ⅰ.Ⅲ.Ⅳ （J.バーンズ）                         | 加藤優     |
| 13 | 銀      | ヴェントムジカオルケストラ       | Ⅲ      | 復興 （保科洋）                                               | 船木喜行   |
| 14 | 銅      | ブラスバードウインズ             | II     | 秀吉<交響組曲「秀吉」より> （櫛田胅之扶）                     | 鴨志田拓   |
| 15 | 銀      | 青陵ウインドオーケストラ         | I      | 組曲『惑星』より 第4曲「木星」 （G.ホルスト／西村友）         | 西村友     |
| 15 | 銀      | 湘南交響吹奏楽団グランドシップ   | Ⅲ      | 梁塵秘抄 ～熊野古道の幻想～ （福島弘和）                      | 清水誠     |
| 16 | 銀      | 横浜市民吹奏楽団                 | II     | スパイ リング （R.ソーシード）                                | 新野慎一   |
| 17 | 金 代表 | ユース・ウインド・オーケストラ   | Ⅴ      | ウィンドアンサンブルのためのリコイル （J.シュワントナー）     | 高田亮     |